# Lasconotus intricatus
Lasconotus intricatus là một loài bọ cánh cứng trong họ Zopheridae. Loài này được Kraus miêu tả khoa học năm 1912.